# Буккери
Буккери (итал. Buccheri) — коммуна в Италии, располагается в регионе Сицилия, подчиняется административному центру Сиракуза.
Население составляет 2320 человек, плотность населения составляет 41 чел./км². Занимает площадь 57,43 км². Почтовый индекс — 96010. Телефонный код — 0931.
Покровителем населённого пункта считается святой Амвросий. Праздник ежегодно празднуется 7 декабря.